# Sefirat omer
Omer är ett judiskt begrepp som både kan syfta på en offergåva och tidsperioden efter offergåvan. Omer kallas den offergåva som israeliterna tog med sig till templet på den andra dagen av den judiska påsken, pesach. Den bestod av vinterns skörd (tredje Moseboken 23:15–16). Efter hand blev omer även ett mått på perioden mellan pesach och shavout (pingst), där man sammanlagt räknar omer i 49 dagar. I den betydelsen pratar man om Sefirat omer eller Sefira ha-Omer.

## Beskrivning och ursprung
I dag utförs omerräkningens ritualer i bland annat traditionella synagogor, där man uttalar välsignelser samtidigt som man lyfter kärvar eller en kopp med gryn upp mot himlen varje kväll i 49 dagar. Under denna period rakar eller klipper sig inte traditionella judar och man anordnar heller inga bröllop.
Ceremonin har flera ursprung: enligt rabbinsk tradition ska en präst ha lett en grupp troende judar från utkanten av Jerusalem till templet. Under tiden de vandrade ska prästen ha lovprisat Gud med musik och dans. Väl framme vid templet ska prästen ha hållit upp kärvar och vajat dem i olika riktningar. Många judar ser omerperioden som en sorgeperiod, eftersom det var under denna period som flera olyckshändelser inträffade i den judiska historien, bland annat pesten som slog till mot rabbin Akivas lärjungar under revolten mot Rom år 135.

## Rymdmått
Omer är också ett rymdmått. Enligt Andra Moseboken, kapitel 16:36, är en omer lika mycket som en tiondels efa.